# 密果耳蕨
密果耳蕨（学名：Polystichum pycnopterum），为鳞毛蕨科耳蕨属下的一个植物种。